# Bondjock
Bondjock es una comuna camerunesa perteneciente al departamento de Nyong-et-Kéllé de la región del Centro.
En 2005 tiene 8432 habitantes, de los que 2702 viven en la capital comunal homónima.
Se ubica al suroeste de la capital nacional y regional Yaundé.

## Localidades
Comprende, además del pueblo de Bondjock, las siguientes localidades:
- Bomabom
- Bondé
- Hondol
- Lindoï
- Lola
- Nkong-Nkeni